# 台湾戴菊
台湾戴菊（学名：Regulus goodfellowi），又名台灣戴菊，臺灣話稱杉仔鳥(sam-á-tsiáu)，为戴菊科戴菊属的鸟类，是台湾的特有种。分布于台湾等地。该物种的模式产地在台湾。

## 描述
火冠戴菊鳥是一種小型雀形目鳴禽，外觀與鶯類似。牠的體長僅為9 cm（3.5英寸），體重約7克， 是台灣所有特有鳥種中體型最小的，也是其科中全球體型最小且最鮮豔的成員。
牠的頭頂呈現黃色和橙色，帶有黑色的冠狀條紋。白色羽毛環繞著黑色的眼斑，使其看起來像有兩隻黑眼。最顯著的特徵是頭頂的橙黃色冠羽，這也是牠名字的由來。 雌鳥的冠狀條紋純黃色，而雄鳥則在中間有橙色條紋。當雄鳥興奮時，會豎起冠羽。眉紋非常寬，眼前區及前額為白色。喉下有一條狹窄且短的黑色鬚狀條紋，下巴為白色，喉部、耳羽和頸側為灰色。背部呈綠色，臀部和兩側為黃色，腹部中央為淡黃褐色。翅膀上有寬闊的白色覆羽尖端，形成翼斑。腳爪為粉紅色。牠們的叫聲是高音的see-see-see，而其鳴聲由一系列高音組成。

## 分類

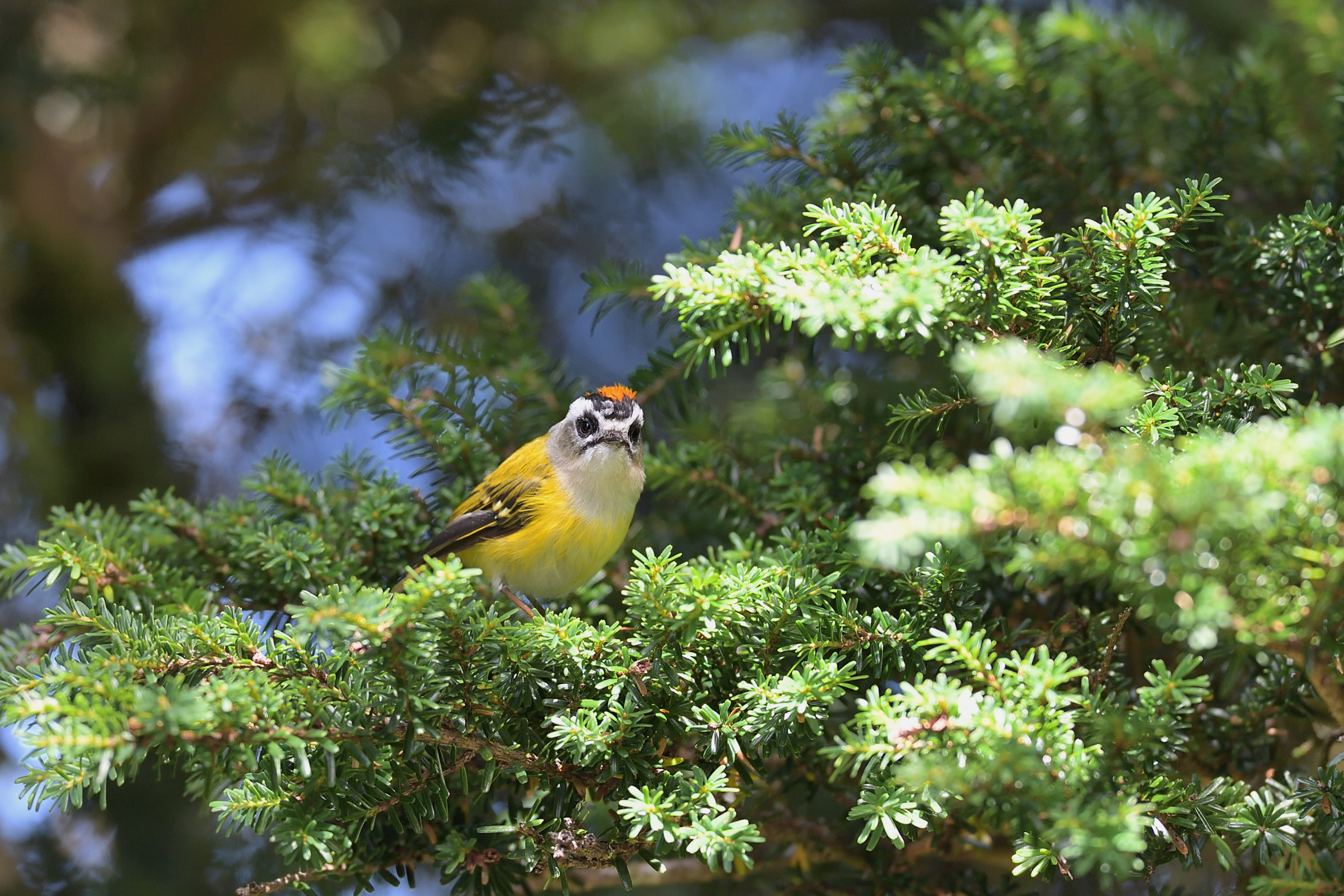

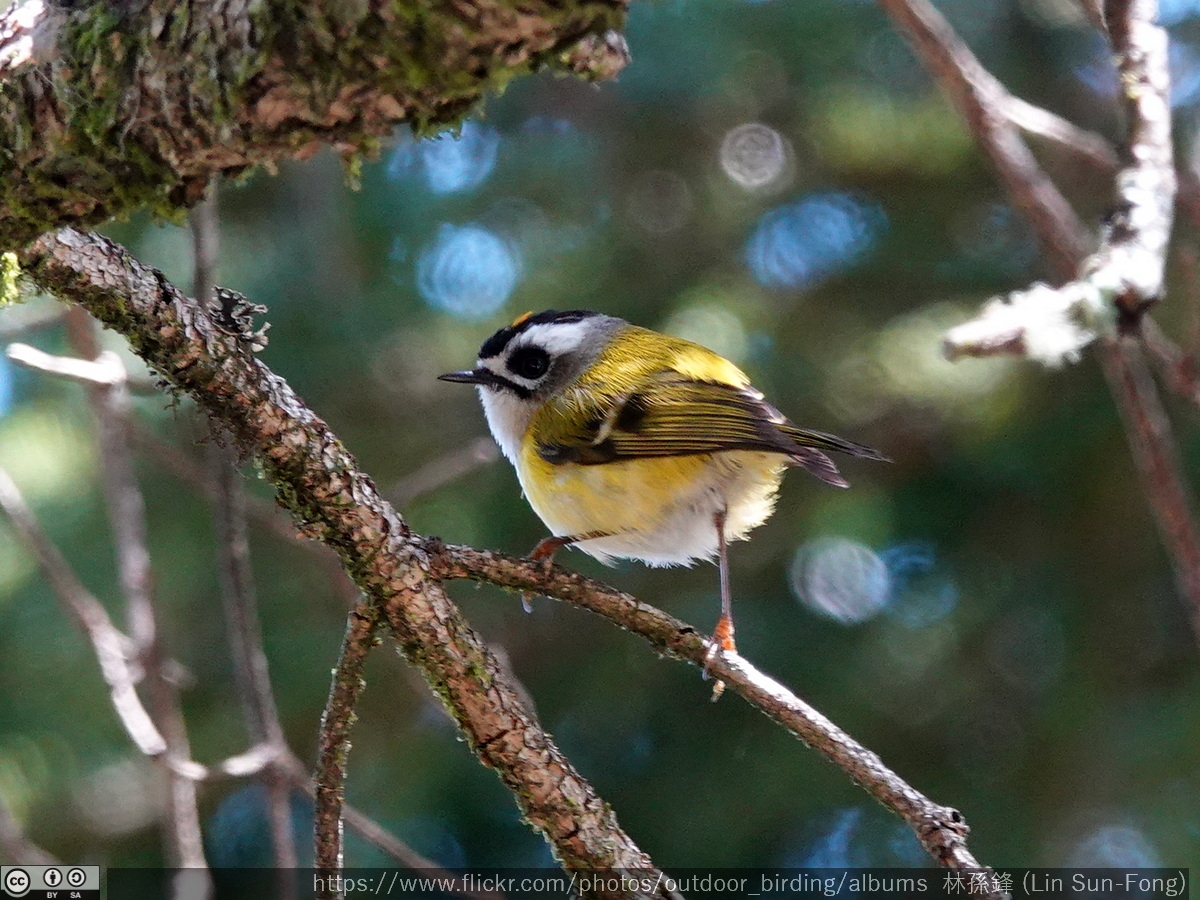

戴菊是一個小型的鳥類群體，有時被歸入舊世界鶯類，但經常被賦予科的地位， 尤其是最近的研究顯示，儘管外觀上有相似之處，戴菊在分類學上與鶯類相差甚遠。 戴菊科（Regulidae）及屬名Regulus來自拉丁語regulus，是rex（「國王」）的縮小形式， 這名稱指的是成鳥戴菊特有的橙色或黃色冠羽。火冠戴菊鳥於1906年由蘇格蘭鳥類學家威廉·羅伯特·奧格爾維-格蘭特根據英國探險家和鳥類學家華特·古德費洛的記錄正式描述，二名法中的種名就是為紀念華特·古德費洛而命名的。
火冠戴菊鳥有時被視為普通火冠戴菊的亞種，但其領地鳴聲與喜馬拉雅地區的戴菊亞種相似，且基因數據顯示牠與戴菊關係密切，與普通火冠戴菊的親緣關係較遠。 火冠戴菊鳥的譜系大約在300萬至310萬年前與戴菊分化。

## 分佈與棲地
火冠戴菊鳥通常棲息於海拔2,000公尺以上的針葉林中的常綠樹，但牠們最常見於海拔2,500公尺以上，分佈高度可達3,700公尺。牠們棲息的山脈包括阿里山、大禹嶺、合歡山、玉山以及鞍馬山等高海拔地區。牠們偏好在針葉樹中覓食，通常在森林樹冠層活動，有時也會進入較低的植被區域。
根據1993年至2004年間鳥類調查的數據，對台灣17種特有鳥類分佈的分析將火冠戴菊鳥歸類為不常見的物種（與台灣藍鵲、臺灣叢樹鶯、台灣黃山雀和紋翼畫眉並列）。研究發現，火冠戴菊鳥主要分佈於高海拔和中海拔的針葉林以及高海拔的闊葉林混合林中，海拔範圍大約在2000到3600公尺之間。牠們的觀察點平均海拔約為2550公尺，是所有台灣特有鳥類中最高的。火冠戴菊鳥的棲地具有所有17種特有鳥類中最冷的平均氣溫和最低的溫暖指數，並且年降雨量在五種不常見物種中最高，儘管其分佈與其他物種在植被和人類干擾方面類似。

## 行為
火冠戴菊鳥是活躍且不安分的鳥類，經常在樹冠層跳躍和拍動翅膀飛來飛去。這些活潑的鳴禽主要是獨居的，但有時會與煤山雀和茶腹鳾一起，成為小型、鬆散的同類群體活動。牠們的飛行力量較弱且伴隨著嗡嗡聲。其繁殖生物學仍知之甚少。

### 覓食
火冠戴菊鳥主要是食蟲動物。人們可看到牠們在針葉林的樹枝和葉鞘上覓食昆蟲及其幼蟲，牠們會在葉片和莖幹之間盤旋並取食。偶爾也會食用雜草和漿果。一項在太魯閣國家公園針葉林中進行的高山鳥類覓食生態研究發現，與茶腹鳾、煤山雀、青背山雀及紅頭山雀相比，火冠戴菊鳥是最不專一的覓食者，幾乎利用了整棵樹的樹冠，而不像其他物種那樣只專注於某些部分。牠們在非繁殖季節會與其他物種一起組成混合種覓食群。

### 聲音
火冠戴菊鳥的叫聲細長、尖銳且高亢，發出zi zi yi的聲音。雖然在近距離時聲音嘈雜，但其聲音柔和，傳播距離並不遠。